# آنته شولتس
آنته شولتس (آلمانی: Annette Schultz؛ زادهٔ ۱ سپتامبر ۱۹۵۷) بازیکن والیبال زن اهل آلمان بود.